# 滝山寺
- 瀧山寺

滝山寺（たきさんじ）は、愛知県岡崎市滝町にある天台宗の寺院。

## 概要

### 歴史
山号は吉祥陀羅尼山。院号は薬樹王院。滝山寺鬼まつりで有名。
滝山東照宮が東側に、日吉山王社本殿が本堂の北側にそれぞれ隣接している。
『滝山寺縁起』（現存するものは近世の写本、以下『縁起』と略称）によれば、 奈良時代、 天武天皇の命で役行者（役小角）が青木川で拾った金色の薬師如来像を祀る吉祥寺として創建したとされる。その後、寺は放棄され荒寺となる。役小角は、奈良時代の伝説的な山岳修行者である。役行者草創の伝承をもつ寺院は日本各地にあり、その多くは山岳信仰、水源信仰に関わる山寺である。本寺もそうした山岳信仰の場であったと考えられる。
『縁起』によれば保安年間（1120年 - 1123年） 天台宗の仏泉上人永救（えいぐ）が地元の豪族物部氏の保護を受けて本堂を建てるなどして再興、次いで熱田大宮司藤原南家を檀越に迎えることで寺勢はいよいよ興隆した。永救は加賀国出身で比叡山で修行したのち、布教のため三河の地に渡ったとされる人物で、この12世紀の僧永救の再興により、山岳信仰の場であった吉祥寺が、天台寺院としての形態を整えたものと思われる。
熱田大宮司一族の京都進出を背景に、額田郡において国衙の勢力を排した熱田大宮司藤原南家藤原範忠は、住職となった弟の祐範とともに寺の主導権を掌握し、1151年に本堂を建立した。この範忠の子である寛伝が、平安時代末期から鎌倉時代初期の住職を務めた。寛伝は将軍源頼朝の従兄であったため、頼朝による大伽藍の造立がなされるなど、鎌倉幕府の庇護を受けた。
寛伝は足利氏宗家2代足利義兼の叔父でもあり、頼朝の強い推挙によって足利氏本拠地である下野の日光山満願寺座主を一時的に務めたものの、衆徒との関係が悪化し2ヶ月で三河へ戻った。現在寺に伝わる聖観音菩薩及び両脇侍〈梵天・帝釈天〉像は、『縁起』によれば頼朝の三回忌にあたる正治3年（1201年）、寛伝が頼朝追善のため仏師運慶・湛慶父子に作らせたものといい、様式的にも運慶一派の作として認められている。
その後、藤原季範の子孫にあたる三河守護足利氏の保護を受けた。12世紀に三河国司藤原憲長と滝山寺の間で、阿知和郷の帰属が争われたが、熱田大宮司の藤原範忠により、滝山寺領として定められた。歴代この地の有力者に庇護され、他にも、滝村、米河内村などを寺領とし、鎌倉時代に412石を得ていた。貞応元年（1222年）、足利家3代目当主足利義氏が本堂を造立。
南北朝時代には 足利尊氏の庇護を受け、重要文化財の本堂が作られた。しかし、臨済宗を重視する室町幕府の方針の影響などで、やがて滝山寺の勢力は衰え、戦国時代に寺領は諸勢力に侵された。
近世初期には 徳川家康の庇護を受け、412石を得て復興。徳川幕府3代将軍徳川家光の治世に寛永寺を創設した天海の弟子亮盛が寛永寺の子院であった青龍院住職と兼務する形で、滝山寺住職を務め、以降滝山寺の勢力が増した。正保3年（1646年）10月18日、徳川家光の命により、岡崎城鬼門にあたる滝山寺境内に滝山東照宮が創建され、200石の加増を受けた。
明治維新後は、石高がなくなり、滝山東照宮も独立するなど、規模が小さくなった。歴代住職の墓は弘願寺の裏に置かれている。

### 近年
1969年（昭和44年）1月中旬から本堂の屋根替え（檜皮葺）を行った。そのためこの年の鬼まつりは中止となった。屋根替えの工費は520万円で、国が8割、愛知県が1割、残りの1割を岡崎市と地元が負担した。
『芸術新潮』2009年（平成21年）1月号の特集で滝山寺所蔵の観音菩薩立像・梵天立像・帝釈天立像が紹介されたことから、運慶の作がある寺として広い範囲で知られるようになった。三体は境内の宝物殿（年中無休、拝観料500円）に置かれてある。
2017年（平成29年）9月26日から11月26日にかけて東京国立博物館で特別展「運慶」が開催された。この特別展に展示するために観音菩薩立像が初めて寺の外に持ち出された。移動に耐えられるよう、公益財団法人美術院が彩色の剥落止めなど、様々な修復を施した。取り外していた銅製の装身具も取り付けられた。
2018年（平成30年）4月、朝鮮通信使の書とみられる扁額（へんがく）が、NPO法人朝鮮通信使縁地連絡協議会の会員の指摘により本坊で発見された。通信使の扁額が県内で見つかったのは数十年ぶりで、同市の広忠寺、稲沢市の禅源寺に次いで3例目。1682年（天和2年）の第七次の通信使で写字官だった李三錫の書号が彫り込まれている。

## 文化財

### 重要文化財（国指定）

三門 （2019年（令和元年）11月）

- 三門
（2019年（令和元年）11月）

- 本堂[14]

桁行5間、梁間5間、寄棟造、檜皮葺。前2間を外陣（礼堂）、その後方中央間3間を内陣とし、外陣、内陣の間を格子で仕切る密教系の本堂。内陣の禅宗様厨子のなかに秘仏本尊の薬師如来坐像、その左右に日光菩薩・月光菩薩・十二神将・毘沙門天・不動明王など多数の仏像を安置する。堂の建立年代は『滝山寺縁起』によって貞応元年（1222年）とされてきたが、現本堂は様式的に見て14世紀後半頃の建立と考えられている。
- 三門[15]

寺伝では鎌倉時代の文永4年（1267年）、権飛騨守藤原光延による建立とされるが、様式的には鎌倉末期～室町時代前期の建立と考えられる。本堂が建つ伽藍から少し離れた滝町の集落入口に位置する三間一戸、入母屋造、こけら葺の楼門であり、下層中央の柱間を通路とし、左右に金剛力士像を安置する。
- 木造観音菩薩立像及び梵天・帝釈天立像[16]

収蔵庫に安置。像高は観音像174.4cm、梵天像106.5cm、帝釈天像104.9cm。観音像は胸前に両手で蓮茎を捧持する。梵天像は四面四臂像。帝釈天像は右手に独鈷杵（とっこしょ）を持つ。各像の表面の彩色は後世のものである。帝釈天像は金色で、観音像と梵天像は肌色である。像の脇侍に梵天・帝釈天を配するのは、宮中清涼殿に安置されていた「二間観音」と同様の構成である。これらの像は、寺の縁起によれば、鎌倉時代の僧・寛伝が、母方の従弟にあたる源頼朝の追善のため、仏師運慶・湛慶父子に作らせ、頼朝の三回忌にあたる正治3年（1201年）に完成、像内に頼朝の鬚（あごひげ）と歯を納入したという。X線撮影の結果、観音像の像内、口の辺に人間の歯らしきものが固定されているのが確認されている。この三尊像は、近世の彩色で覆われているが作風等から伝承どおり運慶一派の作と認められている。本像の説明は以下の資料に基づく。
- 木造日光・月光菩薩立像 - 鎌倉時代。
- 木造十二神将立像 12軀 - 鎌倉時代。

### 愛知県指定有形文化財
- 木造狛犬[18] - 鎌倉時代。
- 錫杖[19] - 鎌倉時代・室町時代。
- 孔雀文磬[20] - 室町時代。
- 木造菩薩面[21] - 鎌倉時代。
- 蒔絵曲彔[22] - 安土桃山時代。
- 木造毘沙門天立像[22] - 平安時代後期。
- 木造菩薩立像（伝十一面観音）

像高約50cm。X線撮影による調査の結果、脚部胎内に長さ8cmほどの巻物のような納入品が見つかり、また胎内納入品を入れるための後頭部の仕掛けの技法などから、鎌倉時代前期を代表する仏師快慶か、或いは快慶工房内の仏師によって造られた可能性が高いとされている。2022年（令和4年）1月28日指定。

### 愛知県指定無形民俗文化財
- 滝山寺鬼祭り[25]

### 岡崎市指定有形文化財
- 木造仁王像 2軀[22] - 鎌倉時代末期。
- 木造慈恵大師坐像[22] - 鎌倉時代後期。
- 木造天台大師坐像[22] - 平安時代後期。
- 木造不動明王坐像[22] - 平安時代後期。
- 木造弁財天坐像[22] - 応永24年（1417年）
- 鞍[22] - 鎌倉時代後期。
- 高階惟行・坂上惟伴連署田地寄進状[22] - 嘉禄2年（1226年）

## ギャラリー
- 三門
（大正時代）
- 鬼まつりの様子
（2018年（平成30年）2月）
- 鬼まつりの様子
（2019年（平成31年）2月）
- 本坊入口
（2021年（令和3年）5月）
- 宝物殿
（2021年（令和3年）5月）
- 日吉山王社本殿（左手前）と滝山東照宮本殿（右奥）
（2021年（令和3年）5月）

## 交通アクセス
- 名鉄名古屋本線 東岡崎駅から名鉄バス「大沼」または「上米河内」行きで「滝山寺下」停留所下車。